# Araña Escarlata
Araña Escarlata es una publicación de la editorial Marvel Comics centrada en las aventuras de dos clones de Spider-Man mientras utilizaban el nombre de Araña Escarlata. El primer volumen fue publicado en 1995 y tuvo dos números. El segundo volumen empezó a publicarse en 2012 y terminó en 2013 tras 26 números. El nombre Araña Escarlata ha sido utilizado por varios personajes: Ben Reilly, Peter Parker, Joe Wade, tres clones de Michael Van Patrick y Kaine.

## Biografía del personaje ficticio

### Ben Reilly
Ben Reilly era el primer Araña Escarlata y era un clon de Peter Parker creado por el Chacal para luchar y derrotar a Spider-Man.
Peter Parker salió victorioso y el clon fue dado por muerto El clon logró escapar y asumió el nombre Ben Reilly, una combinación del nombre de pila de su tío y el apellido de soltera de su tía.
Tras cinco años regresó a Nueva York con ganas de ser un héroe, creó su propio traje, y se convirtió en la Araña Escarlata. Peter Parker le pidió que velara por la ciudad, mientras que él y su esposa Mary Jane Watson trataban de formar una familia.
Cuando Joe Wade empezó a utilizar el nombre de Araña Escarlata para mancillar su honor, Ben asumió la identidad de Spider-Man hasta su muerte a manos de Norman Osborn.

### Peter Parker
Peter Parker se vio obligado a usar la identidad de Araña Escarlata debido a que todos sus trajes de Spider-Man se arruinaron para continuar con sus actividades superheroicas, mientras que Ben Reilly fingió ser el primero en prisión.

### Joe Wade
Joe Wade fue el segundo Araña Escarlata y el único en utilizar este nombre para ser un villano. Era un agente encubierto del FBI asignado para investigar al segundo Doctor Octopus (Carolyn Trainer). Joe Wade es descubierto y Carolyn le convierte en un duplicado holográfico de Ben Reilly para arruinar el nombre de este.
Joe está atrapado en una cámara de realidad virtual, y sus pensamientos alimentan el holograma. Cuando Ben Reilly, ataca la guarida del Doctor Octopus, daña la máquina mientras que Joe está todavía en su interior. El daño a la cámara de realidad virtual hace que el holograma empiece a funcionar mal, y Joe obtiene mejores poderes como fuerza y velocidad sobrehumanas y garras en los dedos, también puede disparar telarañas flamígeras, trepar por paredes y lanzar "aguijones" de fuego por sus ojos. Se necesitó tanto a Ben Reilly (bajo el disfraz de Spider-Man) y a los nuevos guerreros para detenerle. El FBI lo puso bajo custodia y lo sometió a tratamientos médicos para eliminar la tecnología que poseía.

### Arañas Escarlatas (Michael, Van y Patrick)
Después de los acontecimientos de Civil War apareció un equipo de tres Arañas Escarlatas. Llevaban una versión de la armadura de Stark "Iron Spider" que utilizará Spider-Man durante Civil War.
Son tres clones de Michael Van Patrick creados por Baron Von Blitzschlage, al que tratan como su padre y entrenados por Taskmaster para copiar los movimientos de Spider-Man. Ellos son Michael, Van, y Patrick y forman parte de un grupo encubierto llamado Shadow Initiative bajo el mando de Henry Gyrich,
Durante una batalla son forzados a exponerse al público y mienten declarando que Peter Parker era uno de ellos pero no el único Spider-Man.
KIA, otro clon de Michael Van Patrick, decapita a Van. Cuando KIA es detenido, Michael y Patrick deciden unirse al equipo de la Iniciativa de Justicia. Regresan al Campamento Hammond y pelean contra Ragnarok, un clon enloquecido de Thor, que mata a Michael.
Patrick, el último Araña Escarlata que queda vivo, revela al mundo que en el Campamento Hammond clonaron a Michael Van Patrick y toma el nombre de Iron Spider.

### Kaine
Tras los acontecimientos de Spider-Island Kaine se traslada a Houston como un fugitivo para esconderse de sus crímenes pasados. Pero acaba convirtiéndose en el héroe de la ciudad bajo la identidad secreta de Araña Escarlata.
En Houston hace amigos que le apoyan en su doble identidad y vida de superhéroe. Aracely, una chica de 16 años mexicana con poderes divinos que se hace llamar Colibrí; Annabelle, una camarera y cantante que trabaja en el hotel Four Seasons; el Dr. Donald Meland, médico residente del hospital Park Plaza y su marido; Wally Layton, policía de Houston.
Cuando Aracely empieza a tener sueños sobre la Sexta Creación, Aztlán, sus padres fallecidos, un coyote parlante y el surgimiento de Mictlán, ella y Kaine son atacados por unos hermanos hombres lobo, líderes de los cárteles de drogas y de tráfico de personas detrás del secuestros de Aracely. Kaine es asesinado por los hombres lobo, pero mientras está muerto es visitado por Ero, con el que hace un pacto con el fin de salvar a Aracely. Al aceptar a Ero en su cuerpo, Kaine brota de un capullo de telarañas en el mundo real, renacido no como antes, sino como una criatura arácnida. Aracely utiliza sus poderes mentales para que Kaine controle a la criatura pero todavía con El Otro en su interior. Es entonces cuando Aracely le proclama como su "campeón".
Más tarde Kaine deja de intentar ser un héroe en Houston y decide ir a México con Aracely para ayudarla a descubrir si sus padres están vivos y la verdad sobre sus poderes divinos.
Kaine y Aracely se unen a los Nuevos Guerreros, donde utilizan las identidades de Araña Escarlata y Colibrí.

## Colecciones en España
| Título                                                    | Números originales                                                           | ISBN          | Fecha de publicación |
| --------------------------------------------------------- | ---------------------------------------------------------------------------- | ------------- | -------------------- |
| 100% Marvel. Araña Escarlata 1: Vida después de la muerte | Scarlet Spider v2, 1-9                                                       | 9788490243152 | Marzo de 2013        |
| 100% Marvel. Veneno / Araña Escarlata: Matanza mínima     | Minimum Carnage Alpha y Omega, Scarlet Spider v2, 10 y 11 y Venom v2 26 y 27 | 9788490245576 | Noviembre de 2013    |
| 100% Marvel. Araña Escarlata 2: En las grandes ligas      | Scarlet Spider v2, 12-19 y 12.1                                              | 9788490246290 | Febrero de 2014      |
| 100% Marvel. Araña Escarlata 3: La caza                   | Scarlet Spider v2, 21-25                                                     | 9788490248782 | Septiembre de 2014   |

## Otras versiones

### Felicity Hardy
En el futuro alternativo MC2, Felicity Hardy toma la identidad de Araña Escarlata para ser compañera de Spider-Girl e irritar a su madre, Felicia Hardy.
Felicity no tiene poderes sobrehumanos, ella utiliza su increíble talento de gimnasia y habilidades en artes marciales, además de una gran variedad de armamento-araña, para luchar contra el crimen. Varias experiencias cercanas a la muerte hacen que rehúse de ser una superheroína.

### Araña Escarlata Cibernética Ultimate
En la Tierra-1610, May Parker sueña cómo sería la realidad para ella si su sobrino no hubiese muerto: liderando un ejército araña donde uno de los integrantes (que al parecer es un humano tras una armadura) asume el manto de la Araña Escarlata.

### Mary Jane Watson
En el universo de Spider-Gwen (Tierra-65), hay una versión de Araña Escarlata encarnada por Mary Jane Watson de ese universo durante la celebración de Halloween.
Por otra parte, en la Tierra-1600 ella se convierte en Scarlet MJ, gracias a los poderes que adquirió tras los sucesos de Spider-Island.

### Cerdos-Araña Escarlata
En la Tierra-12122, el rol de la Araña Escarlata es manejado por Ben Reilly y Kaine Porker, quienes hacen su lucha diaria por pertenecer a una mayor clase porcina y salvan el día en la ciudad.

## En otros medios

### Televisión
- Ben Reilly en su identidad de Araña Escarlata apareció en la serie de televisión de Spider-Man de 1994.[26]

- Flash Thompson se hace pasar por Araña Escarlata en la tercera temporada de Ultimate Spider-Man: Red de Guerreros, en el tercer episodio, "El Agente Venom".

- La Araña Escarlata aparece en la cuarta temporada de Ultimate Spider-Man vs. Los 6 Siniestros con la voz de Scott Porter. Se muestra que tiene aguijones en las muñecas y telarañas orgánicas.
  - En el 1.er episodio, "El ataque de HYDRA, parte 1", aparece al final, cuando salva a Spider-Man en el mar, se refiere a sí mismo como "la primera araña" y "no de su mundo".
  - En el segundo episodio, "El ataque de HYDRA, parte 2", tiene una venganza personal contra el Doctor Octopus y hace equipo con Spider-Man, Agente Venom y Araña de Hierro, aunque en principio no le guste.
  - En el 3.er episodio, "A miles de kilómetros de casa", conoce a Miles Morales, al final.
  - En el cuarto episodio, "El buitre de hierro", aparece junto a la Red de Guerreros cuando va con Miles a detener a Batroc el Saltador, miembro nuevo de HYDRA.
  - En el quinto episodio, "Lagartos", fue infectado por Miles, al ser infectado por el Dr. Connors, quien se convirtió de nuevo en el Lagarto, e infecta a otros más, hasta que Spider-Man puso la cura en la ventilación.
  - En el sexto episodio, "El doble Agente Venom", él y Spider-Man van a buscar al Agente Venom que ha sido capturado por Ock y Rhino.
  - En el séptimo episodio, "Día de playa", aparece vigilando la ciudad mientras busca a Ock que acaba formando al grupo "Los nuevos 6 siniestros".
  - En el noveno episodio, "Fuerzas de la naturaleza", va con Spider-Man, Araña de Hierro y Chico Arácnido a detener a Hydro-Man. Spider-Man le pide que proteja a su Tía May; cuando lo derrotan, Araña Escarlata le muestra su rostro a la tía May, al tener una cicatriz en su cara y le confiesa que no tiene nombre, ella decide llamarle Ben.
  - En el décimo episodio, "Los nuevos 6 siniestros, parte 1", Ben Reilly logró darle una torta de cumpleaños de respaldo para la fiesta de cumpleaños de la tía May, sólo en caso de que algo malo le pasa a la que Spider-Man trajo. Durante el ataque de los Seis Siniestros en el Triskelion, se reveló de que Araña Escarlata era el espía real del Doctor Octopus en la Academia SHIELD, como el séptimo miembro de los Seis Siniestros. Luego, de que Araña Escarlata derrota a Spider-Man y lo desenmascara frente al Doctor Octopus.
  - En el undécimo episodio, "Los nuevos 6 siniestros, parte 2", el Doctor Octopus reveló que él tomó a Araña Escarlata en él y todo su pasado contra Ock fue una mentira, como lo manda a conseguir la llave para el último invento del Dr. Curt Connors en la casa de la tía May. Flash Thompson en una silla de ruedas avanzada porque tenía que trabajar para mantener a Araña Escarlata de la obtención de la clave, como la tía May trata de razonar con ella. Esta falla incluso cuando Spider-Man llega. Al llegar la clave para el Doctor Octopus, Araña Escarlata observa como el Doctor Octopus utiliza la invención para convertir la isla HYDRA en la isla de Ock. A su tía May siendo capturada por el Doctor Octopus, Araña Escarlata al saber de su error, luego de ser persuadido por la tía May, decide ayudar a Spider-Man. Araña Escarlata y Spider-Man luchan contra el Doctor Octopus, que se escapa. Sin el Doctor Octopus, la isla comienza a caer a la ciudad. Araña Escarlata encuentra una cápsula de escape para que Spider-Man y la tía May escapen de la isla de Ock, y éste pilotea la isla en donde se estrella en el mar. Spider-Man, Araña de Hierro y Chico Arácnido no fueron capaces de encontrar el cuerpo de Araña Escarlata, si sobrevivió o no.
  - En el 21.er episodio, "Los destructores de arañas, parte 1", sobrevivió después de estrellar la isla de Ock al océano y se escondió de todos sus conocidos para averiguar la verdad sobre sí mismo y su pasado. Mientras que él estaba investigando, vio a Spider-Man y Spider-Woman de casi perder la vida por Kaine y los salvó mucho al ver a Peter, cuando desea remediar por todo lo que ha hecho en destruir a S.H.I.E.L.D. y a la tía May, y al saber que fue manipulado por Octobots y teme ser encerrado por sus crímenes. Después de eliminar a los otros Kaine (como Araña Escarlata) de Ock y derrotarlo a él, Ock accedió a ayudarlo a encontrar la verdad sobre el pasado de Ben en la Isla Hydra estando activa y con Arnim Zola vivo, dejando a Spider-Man y Spider-Woman para que no los sigan.
  - En el 22º episodio, "Los destructores de arañas, parte 2", Al pasar por la seguridad de la isla HYDRA hundida que fue activado después de la caída, Araña Escarlata, Spider-Man y el Doctor Octopus se encuentran con los Spider-Slayers, siendo creaciones del Doctor Octopus, pero dice que Zola tiene el control ahora. Al pelear contra ellos, pierde su confianza al escuchar a Ock que él es un sintezoide como sus creaciones. Pero recupera su valor en ayudar a Spider-Man. Después de ver a Ock que recibe una actualización, activa a Zola y le dijo a Ben la verdad sobre ser un sintezoide con el ADN de Spider-Man y que también es el líder de los Spider-Slayers, y saber que Bones-Spider le hizo esa cicatriz en su cara, luego de escapar Ock, cuando la isla HYDRA resurge. Pero ahora los Spider-Slayers están al comando de Ben, pero consiguió siendo manipulado, cuando la Red de Guerreros llega en ayudar a Spider-Man. Pero Ben casi al volverse malo, se libera al soltar a Spider-Man y ahora controla a los Spider-Slayers. Destruyen la consola de Zola, ayuda a los Spider-Slayers en ponerlos en sus contenedores y escapan de la isla HYDRA al hundirse de nuevo.
  - En el 23.er episodio, "Los destructores de arañas, parte 3", aparece con la Red de Guerreros al ser traído con los Spider-Slayers al Triskelion, hasta que es atacado por Nova. Puño de Hierro, Power Man y Chica Ardilla atacan a los Spider-Slayers, al saber ellos que fue el espía del Doctor Octopus que reveló la identidad de Spider-Man, que puso en peligro a la academia S.H.I.E.L.D. y a la tía May, en no confiar en él, detiene a los Spider-Slayers, al saber que están en contra de él, hasta con el Agente Venom por lo que hizo. Cuando el Triskelion está en encierro, encuentra inconsciente a Araña de Hierro, Power Man, Puño de Hierro y Nova. El va con Spider-Man, Agente Venom, Spider-Woman, Chico Arácnido y Chica Ardilla a investigar pistas sobre un intruso, al creer que es él teniendo una bolsa de bocadillos y lo encierran en una cápsula con los Spider-Slayers cuando Spider-Man lo ayude con su inocencia. Hasta que se escapa, se reúne con la Red de Guerreros teniendo un transmisor de energía al sobrecargar a Kaine, pero sabe que lo empeora al ser más fuerte. Al escapar con Spider-Man y el Agente Venom, libera a los Spider-Slayers, para que Ben los controle y ayuden, pero Kaine los controla estando en su contra. Luego, la Red de Guerreros se reúnen para enfrentarse a Kaine y los Spider-Slayers, hasta que se unen formando The Ultimate Spider-Slayer. Cuando Araña Escarlata es capturado por Kaine al unirse, el Agente Venom decide salvarlo usando el transmisor de energía para sobrecargarlo desde adentro hasta explotar. Al final, Araña Escarlata acepta la disculpa del Agente Venom luego de regresar al equipo y al convidarle con una bolsa de bocadillos.
  - En el 25º episodio, "Día de graduación, parte 1", Araña Escarlata hace equipo con el Agente Venom, Araña de Hierro, Chico Arácnido y Spider-Woman en ayudar a Spider-Man para proteger a la tía May (luego de asumir la culpa por lo que hizo de ponerla en peligro) y encontrar al Doctor Octopus, hasta que se enfrentan a Rhino y lo derrotan, pero el Doctor Octopus llega por sorpresa y también lo derrotan. En la ceremonia de graduación, es atrapado con todo el equipo por un campo de fuerza en el Triskelion por el Doctor Octopus siendo una trampa.
  - En el 26º episodio, "Día de graduación, parte 2", estando encerrado con el equipo por un campo de fuerza en el Triskelion al ser aplastados, pero Spider-Man los liberó por la cooperación del Doctor Octopus. Al final, él y Agente Venom se vuelven maestros de la academia S.H.I.E.L.D.

### Videojuegos
- Ben Reilly en su identidad de Araña Escarlata aparece en el videojuego Marvel Super Hero Squad Online de 2011 con la voz de Chris Cox[26]                                                                        Araña Escarlata aparece en el videojuego Spiderman unlimited como Ben Reily,Kaine y Felicity Hardy.      Araña Escarlata aparece en el videojuego Spider-Man (videojuego de 2018)como un traje para Spiderman.